# 小行星6191
小行星6191（6191 Eades）是一颗绕太阳运转的小行星，为主小行星带小行星。该小行星于1989年11月22日发现。

## 轨道参数
小行星6191的轨道半长轴为2.9917657 UA，离心率为0.126。